# Correa (arquitectura)

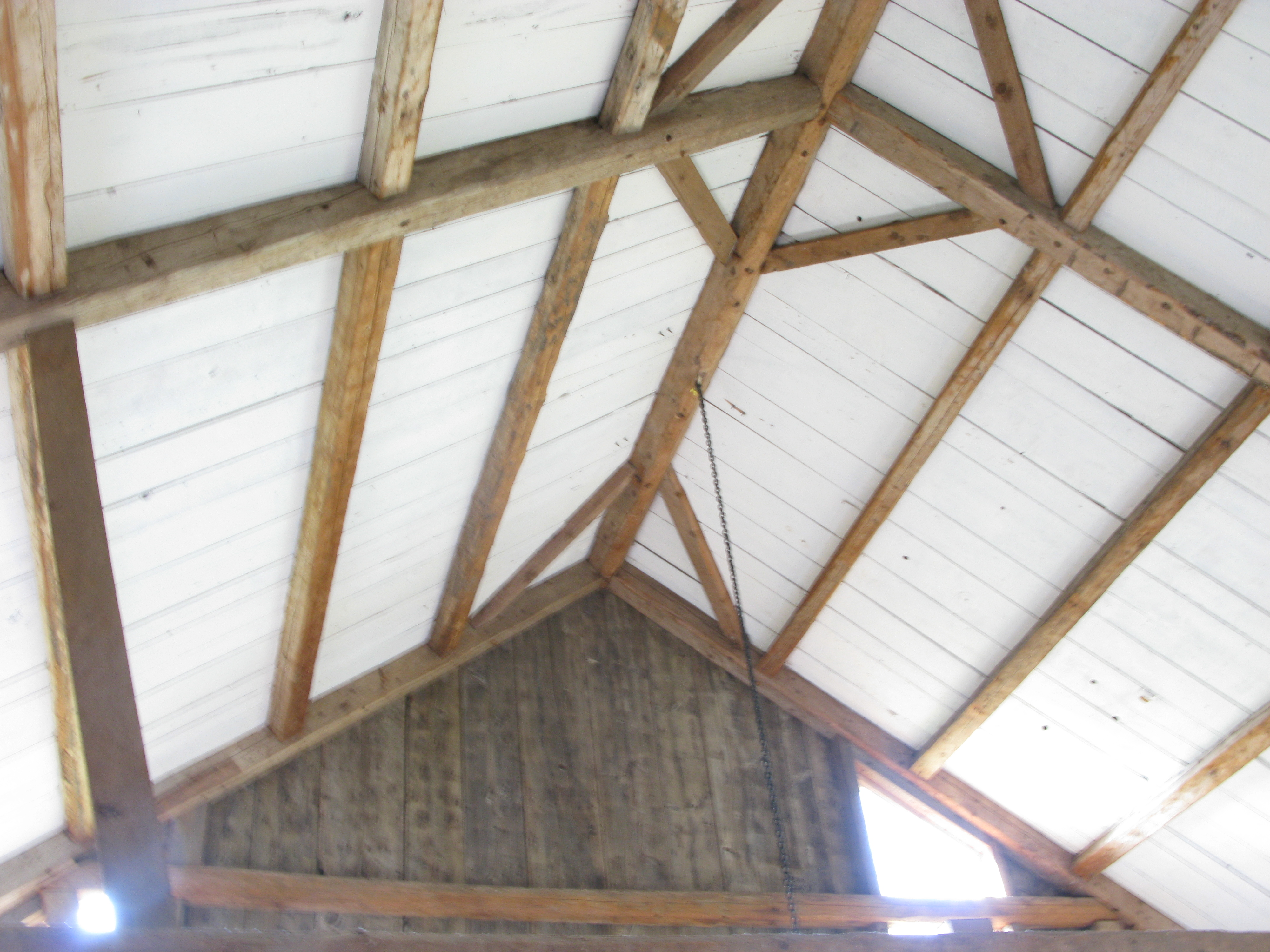
Vista de un techo con armazón de madera, donde se aprecian las correas. Esta vista es desde el interior del edificio, debajo del techo. Las "vigas" son las piezas de madera en ángulo hacia arriba desde el suelo. Confluyen en la parte superior del hastial en una "viga central", que tiene un refuerzo adicional para fijarlo a las propias vigas. Las "correas" son los grandes listones perpendiculares a las vigas. En esta imagen, se aprecian tres correas a cada lado del techo. Los paneles de revestimiento están pintados de blanco.

Una correa es un elemento esbelto de madera, en forma de listón, que forma parte de la subestructura portante de una cubierta de madera o metal de un edificio. Las correas también aparecen en la construcción de marcos de acero. Las correas de acero se pueden pintar o engrasar para protegerlas del medio ambiente.

## Características
En los sistemas de construcción tradicional en madera, las correas son una estructura secundaria que se apoya sobre las vigas principales. A su vez, estas sirven de soporte a la capa exterior de la cubierta, generalmente mediante un entablado o panel horizontal. En la actualidad, las cubiertas de estructura metálica también utilizan este sistema de soporte, por lo que se usa el término correas indistintamente para elementos de madera o de metal.

## Etimología
La palabra correa deriva del latín corrigia.

## En la construcción con madera
La correa es una viga principal de soporte horizontal que va asegurado a los pares por medio de egiones. Las correas son vigas que soportan la mitad del vano de los pares y están sostenidas por postes. Al soportar los pares, permiten luces más largas de lo que podrían abarcar los pares por sí solos, lo que permite un edificio más ancho. Las correas son comunes en graneros antiguos de gran envergadura en América del Norte. Hay ciertas similitudes entre un pendolón y una correa, pero el pendolón ejerce su función en el medio del tijeral en una estructura de madera.

## En la construcción con acero
En la construcción con acero, el término correa generalmente se refiere a los miembros de la estructura del techo que se extienden paralelos al alero del edificio y soportan la cubierta o láminas del techo. Las correas están a su vez soportadas por vigas o muros. Las correas se usan más comúnmente en los sistemas de construcción de metal, donde las formas en Z se utilizan de una manera que permite la continuidad de la flexión entre los tramos.
La práctica de la industria del acero asigna designaciones representativas de las formas estructurales para una descripción abreviada conveniente en los dibujos y la documentación: las secciones de canal, con o sin refuerzos de ala, generalmente se denominan formas en C; Las secciones de canal sin refuerzos de ala también se denominan formas en U; Las secciones simétricas puntuales que tienen una forma similar a la letra Z se denominan formas Z. Las designaciones de las secciones pueden ser regionales e incluso específicas de un fabricante. En la construcción de edificios de acero, los elementos secundarios como las correas (techo) y las vigas (pared) suelen ser secciones C, Z o U de acero conformado en frío (o secciones C laminadas).
Los miembros formados en frío pueden ser eficientes en función del peso en relación con las secciones laminadas en molino para aplicaciones de miembros secundarios. Además, las secciones en Z se pueden anidar para agrupar el transporte y, en el edificio, se superponen en los soportes para desarrollar una viga continua estructuralmente eficiente a través de múltiples soportes.